# Engelomyia ornatipennis
Engelomyia ornatipennis är en tvåvingeart som beskrevs av Engel 1920. Engelomyia ornatipennis ingår i släktet Engelomyia och familjen parasitflugor.
Artens utbredningsområde är Bolivia. Inga underarter finns listade i Catalogue of Life.